# Thaumalea santaclaraensis
Thaumalea santaclaraensis är en tvåvingeart som beskrevs av Brothers 1972. Thaumalea santaclaraensis ingår i släktet Thaumalea och familjen mätarmyggor.
Artens utbredningsområde är Kalifornien. Inga underarter finns listade i Catalogue of Life.